# Гатиатуллин, Шакир Юсупович
Шакир Юсупович Гатиату́ллин (21 сентября 1916 — 21 июля 1972) — старший сержант Рабоче-крестьянской Красной Армии, участник Великой Отечественной войны, Герой Советского Союза (1944).

## Биография
Шакир Гатиатуллин родился 21 сентября 1916 года в деревне Муллино (ныне — в черте города Октябрьский в Башкортостане) в семье крестьянина. По национальности башкир. Получил начальное образование, работал в колхозе, затем в конторе бурения № 1 треста «Туймазабурнефть». В декабре 1941 года Гатиатуллин был призван на службу в Рабоче-крестьянскую Красную Армию Туймазинским районным военным комиссариатом Башкирской АССР. С 26 апреля 1942 года — на фронтах Великой Отечественной войны. К сентябрю 1943 года гвардии старший сержант Гатиатуллин был помощником командира сабельного взвода 58-го гвардейского кавалерийского полка 16-й гвардейской кавалерийской дивизии 7-го гвардейского кавалерийского корпуса 61-й армии Центрального фронта. Отличился во время битвы за Днепр.
27 сентября 1943 года Гатиатуллин одним из первых в своём взводе переправился через Днепр в районе деревни Нивки Брагинского района Гомельской области Белорусской ССР. В рукопашной схватке взвод выбил противника из траншеи и закрепился на западном берегу реки. Гатиатуллин по приказу командира взвода прополз через линию вражеской обороны и уничтожил немецкий пулемётный расчёт, обстреливавший переправу выше по течению Днепра. Отстреливаясь из захваченного пулемёта, он успешно вернулся к своим.
Указом Президиума Верховного Совета СССР «О присвоении звания Героя Советского Союза генералам, офицерскому, сержантскому и рядовому составу Красной Армии» от 15 января 1944 года за «образцовое выполнение боевых заданий командования на фронте борьбы с немецкими захватчиками и проявленными при этом отвагу и геройство» гвардии старший сержант Шакир Гатиатуллин был удостоен высокого звания Героя Советского Союза с вручением ордена Ленина и медали «Золотая Звезда» за номером 3011.
Был также награждён орденом Красной Звезды и рядом медалей.
После окончания войны Гатиатуллин был демобилизован. Работал бурильщиком конторы бурения № 1 «Туймазабурнефть», затем старшим механиком управления буровых работ. Умер 21 июля 1972 года, похоронен в городе Октябрьском.

## Память
Именем Гатиатуллина названа улица в поселке Муллино, в сквере школы № 11 города Октябрьского установлен его бюст.
В 2005 году в городе Туймазы на аллее героев в честь Героев Советского Союза был установлен бюст Гатиатуллина Шакира Юсуповича.